# جون بيري (لاعب كريكت)
جون بيري (بالإنجليزية: John Berry)‏ (10 يناير 1823 - 26 فبراير 1895) هو لاعب كريكت بريطاني (وحمل سابقاً جنسية المملكة المتحدة لبريطانيا العظمى وأيرلندا).

## وصلات خارجية
- جون بيري على موقع إي آس بي آن كريك إنفو (الإنجليزية)